# Нурська сільська рада
Ну́рська сільська рада (рос. Нурский сельский совет) — муніципальне утворення у складі Бєлорєцького району Башкортостану, Росія. Адміністративний центр — село Отнурок.
До 1971 року сільрада називалась Журавлинська.

## Населення
Населення — 334 особи (2019, 310 в 2010, 349 в 2002).

## Склад
До складу поселення входять такі населені пункти:
| Населений пункт   | Населення, осіб (2002) | Населення, осіб (2010) |
| ----------------- | ---------------------- | ---------------------- |
| Катайка, присілок | 39                     | 23                     |
| Отнурок, присілок | -                      | 5                      |
| Отнурок, село     | 253                    | 239                    |
| Шушпа, присілок   | 57                     | 43                     |